# 케네디 라운드
케네디 라운드(Kennedy Round)는 1964년부터 1967년까지 제네바에서 개최되었던 GATT의 제6차 다자간 무역협상이다. 케네디 대통령에 의해 개시되어 그의 이름을 떠서 명명하였으며, 총 62개국이 참여하였다. 품목별 협상과 공식에 의한 감축방식(fomula approach)을 병행하여 진행하였고, 선진국의 관세율을 평균적으로 35% 인하하였으며, 반덤핑 및 관세평가에 대한 합의를 도출하였다.